# Aalborg DH
Aalborg DH eller Aalborg Damehåndbold er en tidligere dansk damehåndboldklub fra Aalborg. 
Aalborg DH spillede i sæsonen 2008/09 i DM-finalen for anden gang i klubbens historie.
Før oprykning til den bedste liga, i sæsonen 2002-2003, var klubbens navn henholdsvis HS Nord, Aalborg KFUM og Aabybro HK.
Den første sæson, i den bedste liga, blev slut-resultatet en 8. plads, men allerede året efter blev det til en 2. plads.
I sæsonen 2005/06 endte holdet på en 3. plads, desuden spillede holdet sig til semifinalen i Champions League hvor de tabte til den slovenske klub Krim Ljubljana.
Holdfællesskabet bestod af Aalborg KFUM, Aabybro HK og HS Nord.
Aalborg DH blev den 3. september 2013 begæret konkurs, af Håndbold Spiller Foreningen.

## Tidligere spillere
- Louise Mortensen (2003-2010)
- Lærke Møller (2006-2009)
- Mathilde Nielsen (2012-2013)
- Rikke Nielsen (1997-2006, 2007-2008)
- Louise Pedersen (2004-2008)
- Sabine Pedersen (2010-2012)
- Rikke Schmidt (2005-2006)
- Søs Søby (2009-2013)
- Rikke Vestergaard (2006-2007, 2009-2011)
- Julie Aagaard (2009-2011)
- Heidi Astrup (2003-2005)
- Kristina Bille (2007-2010)
- Karen Brødsgaard (2007-2010)
- Rikke Ebbesen (2009-2013)
- Trine Nielsen (2004-2006)
- Louise Kristensen (2009-2011)
- Pernille Larsen (2007-2009)
- Mia Hundvin (2003-2004)
- Katrine Lunde Haraldsen (2004-2007)
- Kristine Lunde-Borgersen (2004-2007)
- Heidi Løke (2007-2008)
- Nora Mørk (2007-2008)
- Thea Mørk (2007-2008)
- Marianne Rokne (2005-2006)
- Isabel Blanco (2004-2006)
- Siri Seglem (2009-2013)
- Maria Olsson (2012-2013)
- Linnea Torstenson (2008-2010)
- Theresa Utković (2008-2009)
- Johanna Ahlm (2009-2010)
- Therese Wallter (2008-2010)
- Johanna Wiberg (2006-2007)
- Madeleine Grundström (2008-2009)
- Matilda Boson (2005-2010)
- Ibolya Mehlmann (2006-2008)
- Ágnes Farkas (2003-2005)
- Barbara Bognár (2007-2008)
- Kristina Logvin (2012-2013)
- Tanja Logvin (2006-2009)
- Julie Goiorani (2010-2011)
- Mariama Signaté (2010-2011)
- Arna Sif Pálsdóttir (2011-2013)
- Narcisa Lecușanu (2004-2006)
- Ana Batinić (2009-2011)
- Natasja Burgers (2005-2006)
- Natalia Deriouguina (2003-2008)